# No Arms Can Ever Hold You/Non credere
No Arms Can Ever Hold You/Non credere è il 103° singolo di Mina, pubblicato tra aprile e maggio del 1970 su vinile a 45 giri dall'etichetta privata dell'artista PDU.

## Il disco
Con questo e il successivo 45 giri della discografia ufficiale, la cantante ripropone separatamente due brani che avevano caratterizzato il singolo di maggior successo dell'anno precedente, abbinati rispettivamente a due canzoni in lingua straniera già pubblicate e famose nei rispettivi mercati esteri.
No Arms Can Ever Hold You si ritrova infatti sia come lato A, in coppia con I Won't Cry Anymore, di un 45 edito negli USA nel 1969 (catalogo Regalia R-5500), sia nell'album internazionale ufficiale Mina for You dello stesso anno.
Più tardi Mina inciderà anche la sua versione in italiano del brano (il titolo Nessuno al mondo era già stato un successo nel 1960 per Peppino Di Capri e i suoi Rockers) e la inserirà nell'album ...quando tu mi spiavi in cima a un batticuore... del 1970.
Arrangiamenti, adattamenti, orchestra e direzione d'orchestra: Augusto Martelli, che per il brano in inglese si firma con lo pseudonimo Bob Mitchell.

## Tracce
Lato A
1. No Arms Can Ever Hold You – 2:38 (testo: Art Crafer – musica: Jimmy Nebb; edizioni musicali Metron)

Lato B
1. Non credere – 4:03 (testo: Mogol, Ascri [4] – musica: Roberto Soffici; edizioni musicali Fono Film / PDU)